# АШ-01В (экранно-выхлопное устройство)

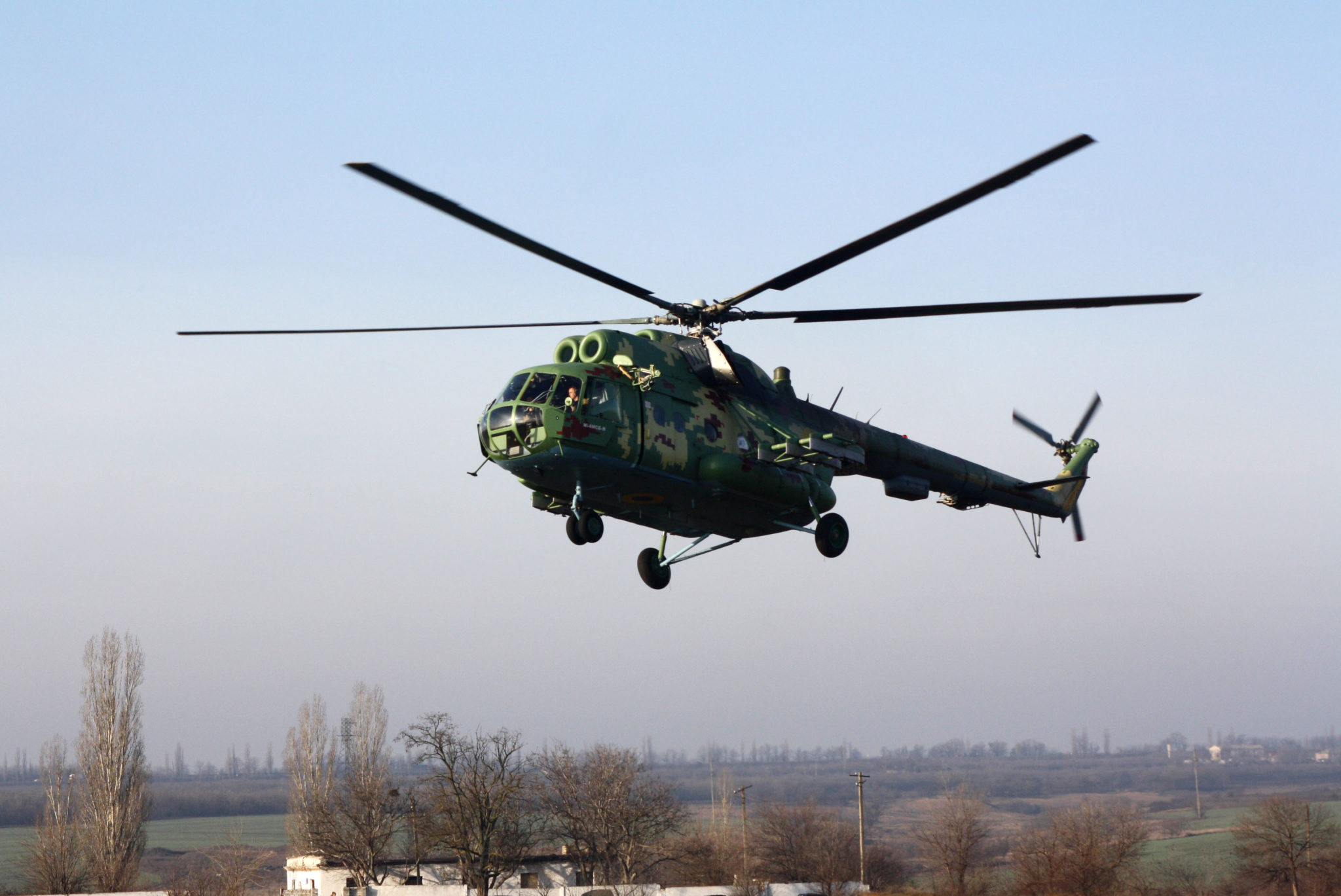
вертолёт Ми-8МСБ-В 10-й бригады морской пехоты военно-морских сил Украины с установленным устройством АШ-01В (20 декабря 2019)

АШ-01В - экранно-выхлопное устройство украинского производства для вертолётов типа Ми-8 и Ми-24.

## История
Экранно-выхлопное устройство было разработано киевской научно-производственной фирмой «Адрон» в 2012 году, в 2013 году было предложено устанавливать их на военные варианты модернизированного вертолёта Ми-8.
После начала весной 2014 года боевых действий на востоке Украины (в ходе которых имели место потери в авиатехнике) возникла необходимость повышения уровня защиты летательных аппаратов вооружённых сил Украины от зенитных ракет. В результате, устройство было предложено для установки на вертолёты государственных силовых структур Украины.
Приказом министерства обороны Украины № 39 от 23 января 2017 года устройство было официально принято на вооружение. Этим же приказом было установлено, что основные тактико-технические и эксплуатационные характеристики устройств, их конструкторская и технико-эксплуатационная документация не содержат секретных сведений, информация о устройстве была разрешена к публикации, и изделие было разрешено для экспорта.
В марте 2017 года было объявлено о намерении оснастить устройствами вертолёты вооружённых сил Украины, однако по официальным данным министерства обороны Украины, опубликованным в справочном издании "Белая книга Украины", в период до 2018 года устройства АШ-01В для вооружённых сил не закупали и в войска не поставляли. 27 сентября 2017 года в электронной системе закупок "ProZorro" был объявлен контракт на закупку одного комплекта АШ-01В для авиабазы Национальной гвардии Украины (в/ч 2269) в городе Александрия Кировоградской области, но он также остался не выполнен.
В 2018 году для ВВС Украины закупили первые 25 комплектов АШ-01В, в 2019 году были опубликованы фотоснимки вертолётов Ми-8МСБ-В, оснащённых АШ-01В.

## Описание
Изделие представляет собой эжекторное экранно-выхлопное устройство с тремя контурами эжекции и питанием от бортовой сети напряжением 27 вольт постоянного тока, которое устанавливается снаружи фюзеляжа вертолёта на выхлопной патрубок двигателя. В рабочем положении устройство разворачивает поток горячих выхлопных газов на 60° вверх с разделением на 13 потоков. Масса одного кожуха составляет 35 кг (масса всего комплекта - 130 кг), время приведения в рабочее положение - 5 секунд, потребляемая мощность при включении и отключении - не более 600 ватт.
По данным производителя, устройство может устанавливаться на любые модификации вертолётов типа Ми-8 и Ми-24 (в том числе, на экспортные варианты Ми-35 российского производства). В сложенном состоянии оно не оказывает влияния на тактико-технические характеристики и управляемость вертолёта, в рабочем состоянии АШ-01В снижает мощность двигателей на 2 - 3%, но при этом уменьшает вероятность наведения на вертолёт управляемых ракет с инфракрасными головками самонаведения.